# 寄田町
寄田町（よりたちょう）は、鹿児島県薩摩川内市の町。旧薩摩国薩摩郡高江郷寄田村、薩摩郡高江村大字寄田、川内市寄田町。郵便番号は895-0133。人口は209人、世帯数は108世帯（2020年10月1日現在）。

## 地理

寄田町の断崖

薩摩川内市のうち甑島列島を除いた本土側の西端部に位置しており、西方には東シナ海に面している。字域の北方には薩摩川内市久見崎町、南方にはいちき串木野市羽島、東方には薩摩川内市高江町がそれぞれ接している。町域のほぼ中央部を鹿児島県道43号川内串木野線が南北に通る。

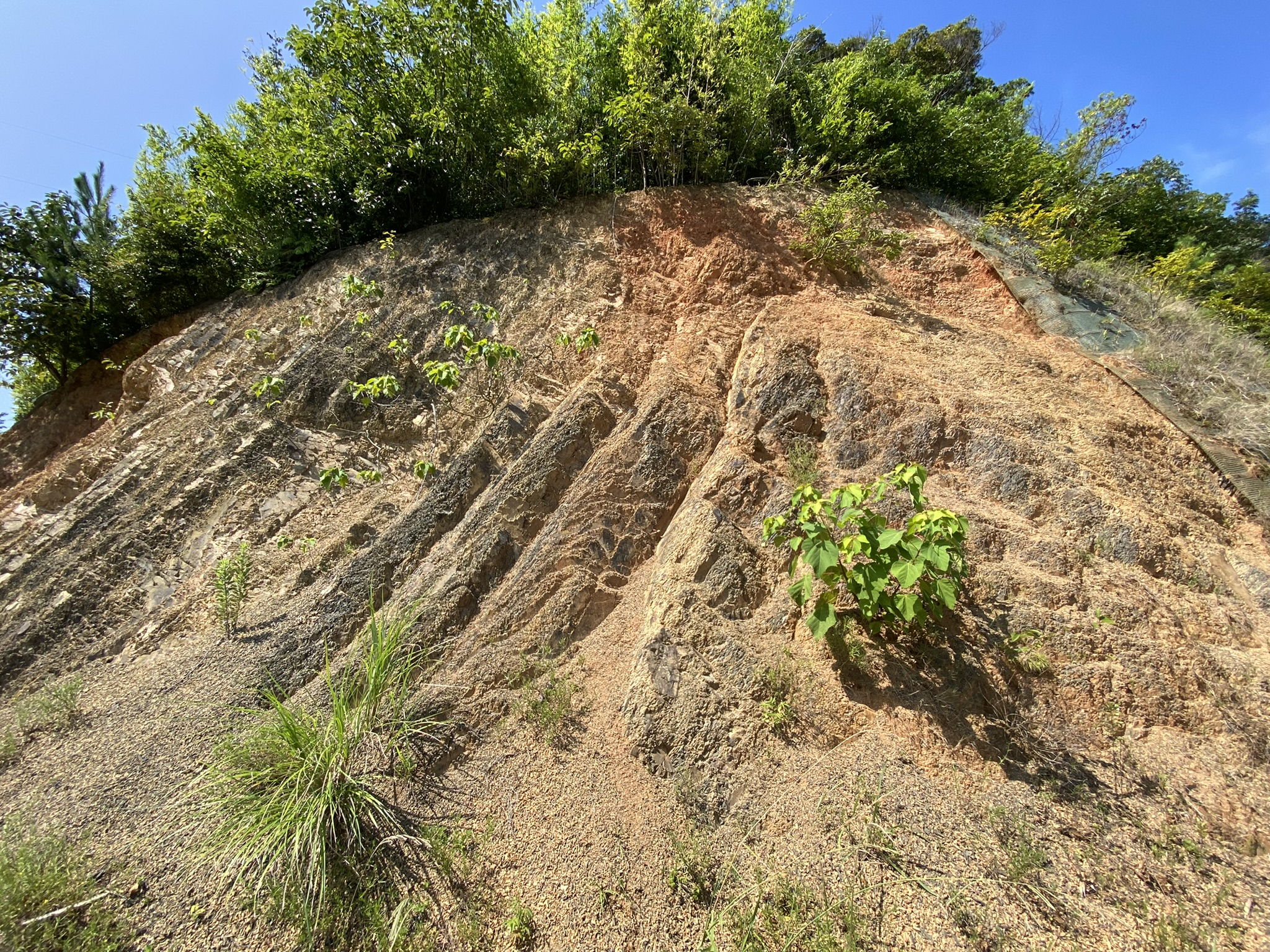
寄田-青山林道における露頭

北方・南方いずれの道も峠になっており、比較的人為的な影響を受けづらい立地であるため、地理学をはじめ多くの研究者が訪れる。
轟川河口付近の地形は等高線の学習資料として測量士補の参考書にも地図が掲載されている。
南西部には天保12年頃（1841年）に築造された溜池が多く所在しており、奈良町溜池、権助池、東池、西池、お寺池、白岩溜池、松茶ヶ原溜池がある。
植物化石の産地として知られている。1915年（大正4年）ごろにできた東シナ海を見渡せる棚田があることでも知られている。

### 地名の読み
薩摩藩が江戸時代後期にまとめた「列朝制度　巻之六」において、火立番所の所在地の寄田の部分に「よした」のかなが振られている。
寄田の読み方は明治時代中期頃まで「よした」と呼称されており、現在でも住民は「よした」と呼称する。周辺地域からも「よした」と呼称される場合が多い。一方で以下のような呼称も確認される。
- 朝河貫一が著した入来文書（英語）では、"Yoshida"と表記されている[11]。

- 1914年（大正3年）に完成した古事類苑によれば、「ヨミタ」と表記されている[12]。

### 山岳

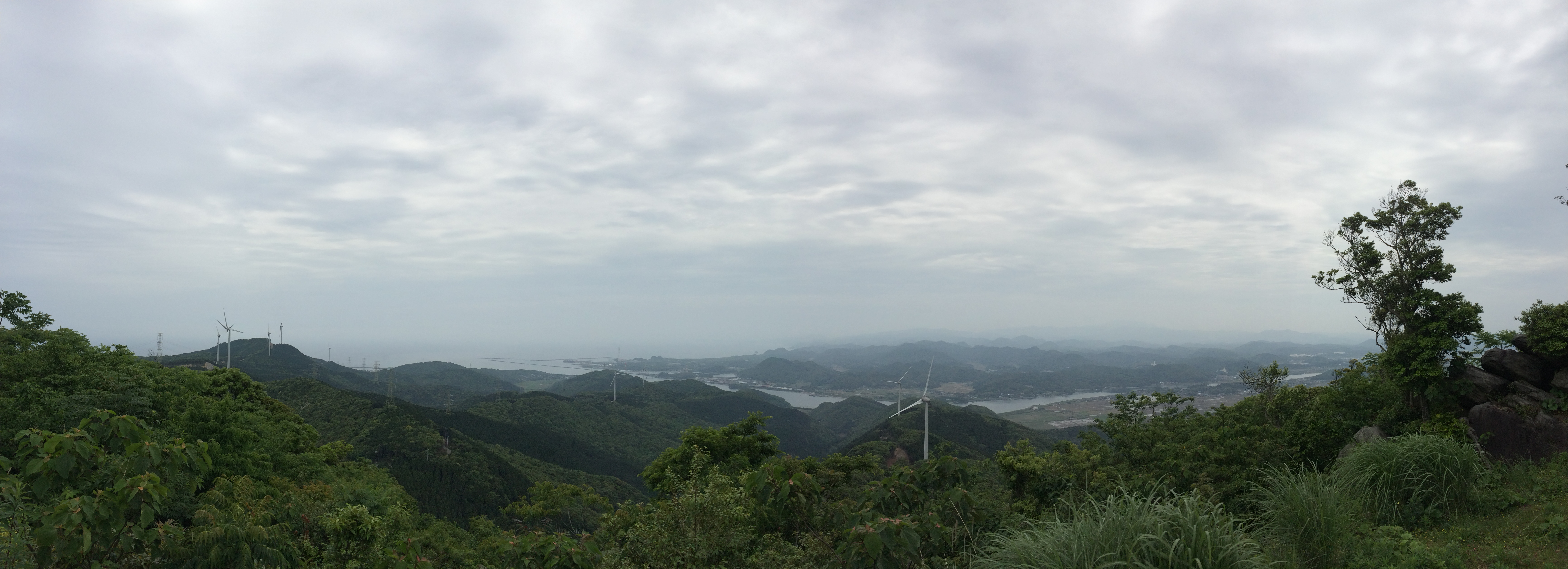
柳山からの眺望

- 笠山[10]
- 柳山からの眺望柳山[10]

### 河川

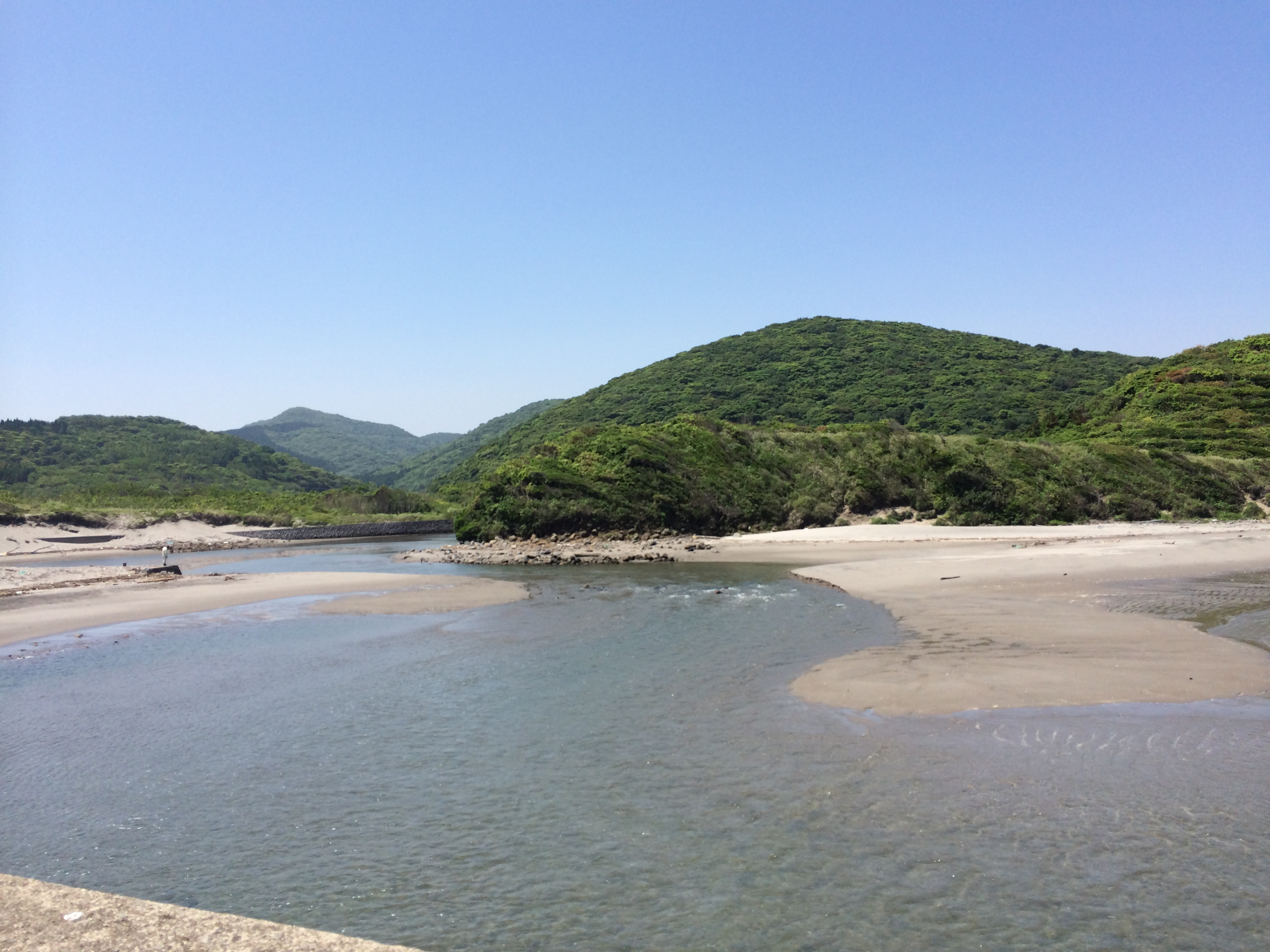
轟川河口と寄田浜

- 轟川[10]

### 海岸
- 寄田海岸は川内川北側の唐浜砂丘と対をなす寄田砂丘を形成している。
- ウミガメの産卵地であるほか、通称「原発サーフ」と呼ばれる川内原子力発電所付近では、大型のロウニンアジやヒラメなどの魚影が濃く、県内外からルアーマンを集めている。
- 春の寄田海岸の様子。山間にはヤマザクラが点在している。サーフィンの穴場としても知られ、いちき串木野市の江口浜と並んで九州全域からサーファーがやってくる。

### 湖沼
- みやま池
町域の北端部にある池である。池の南半分が寄田町に属し北半分が久見崎町に属している。竜の伝説がある。
- 小比良池
町域の北部にある池である[10]。オニバスの自生地であり、1955年（昭和30年）1月14日に鹿児島県指定文化財に指定された[13]。

### 小字
寄田町の小字は、小比良、吹揚、笠平、水ヶ段、汐ヶ平、平川原、上蕨野、上俣、笠元、蕨野、北面、十原、崎佐山、大十郎、三光、上馬込、馬込、薗山、西池、東池、仏ノ尾、山ノ口、小床、北山中、南山中、西山中、向七ツ枝、中棚、鴨ノ尾、小山口、三枝、沖薗、南仮屋園、北仮屋園、脇田、淵頭、平田、落平、片蓋、蟹浜、白石、大辻、村下、上、中平、鬼石、平山、平迫、下松茶ヶ原、上松茶ヶ原、荒平、暖水、西池ノ段、丸羽山、小瀬戸野、並松、前平、草木山、猿内、池ノ段、供木迫、下山、中堀、又四郎、野平、鎌塚、鞍掛、松ヶ尾、赤仁田、大山口、荒平、小牟礼、長尾、椨木渡、萇元、蛇山、枯木ヶ尾がある。

## 歴史

### 先史時代
寄田町の西部（神園）にある台地上から縄文時代後期のものとみられる寄田遺跡があり、軽石製石器と市来式土器が出土している。また、沖之園および南仮屋園地区に寄田貝塚がある。

### 寄田の成立と中世
寄田という地名は鎌倉時代より見え名田名であり、薩摩国薩摩郡のうちであった。資料上の初見は建久4年（1193年）の「薩摩国諸郡注文」において薩摩郡の分として「是枝名・光富名・成枝名・永利名・寄田名・時吉名」と記載されており、これが寄田という地名の初見であるされている。
南北朝期に寄田氏の所領となったとみられる。
貞治7年（1365年）3月、島津師久により新田神社の執印氏（もともと新田神社の官職で、新田八幡社の印を司る）に「寄田野牧」が預けられる。
至徳4年（1387年）、延時竹前守、本拠地隈之城のほか、永利、寄田、羽島、串木野を所領。
中世頃は寄田名の一部が冠岳にある西山寺の寺領となっていた。
戦国時代末期には入来院氏の勢力下にあったが、天正1年（1573年）8月に入来院重豊が島津氏への謀反を疑われ、潔白の証として、寄田は清色（かつての入来町）・山田（現在の永利町）・天辰（現在の天辰町）・田崎（現在の田崎町）と共に入来院重豊から島津義久に進上しようとしたが、寄田についてのみ「海辺を少被持候ハてハとて被下在所」として収公しなかった。

### 近世の寄田

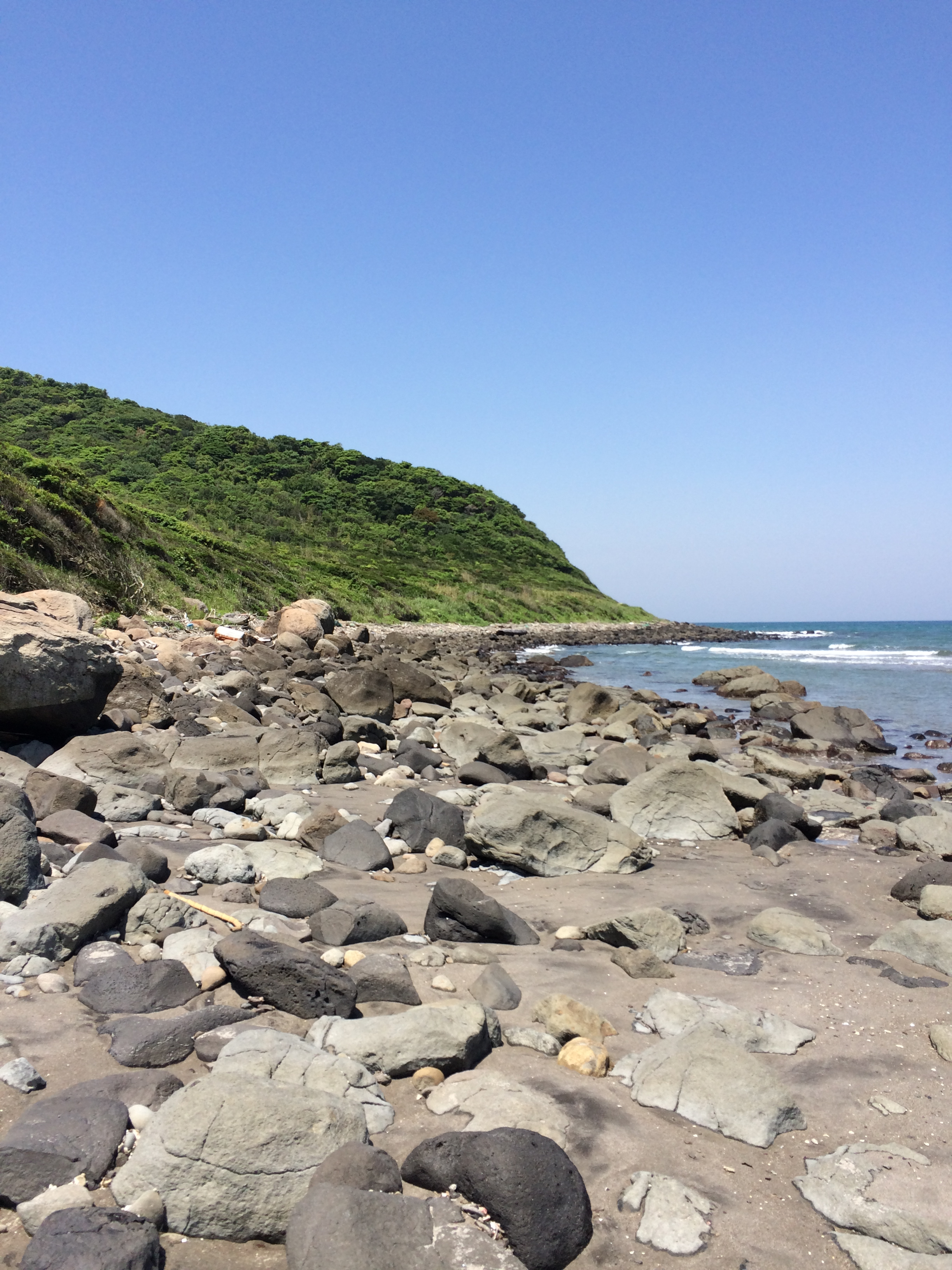
寄田海岸

江戸時代には薩摩国薩摩郡高江郷（外城）のうちであった。村高は「天保郷帳」では152石余、「郡村高辻帳」では152石余、「三州御治世要覧」では186石余、「旧高旧領取調帳」では240石余であった。
安永7年（1778年）には村内を流れる轟川に石造りの井堰が建設され、流域の棚田を灌漑した。江戸時代の測量家である伊能忠敬が著した「九州東海辺沿海村順」には「寄田（ヨシタ）村 家数59軒、内13軒上川」と記されている。
1886年（明治19年）には甑島列島からの入植者が多数入植し、上野や池ノ段といった集落が形成された。

### 町村制施行以降
1889年（明治22年）4月1日に町村制が施行されたのに伴い高江郷にあたる高江村、久見崎村、寄田村の区域より薩摩郡高江村が成立した。それに伴い、それまでの寄田村は高江村の大字「寄田」となった。

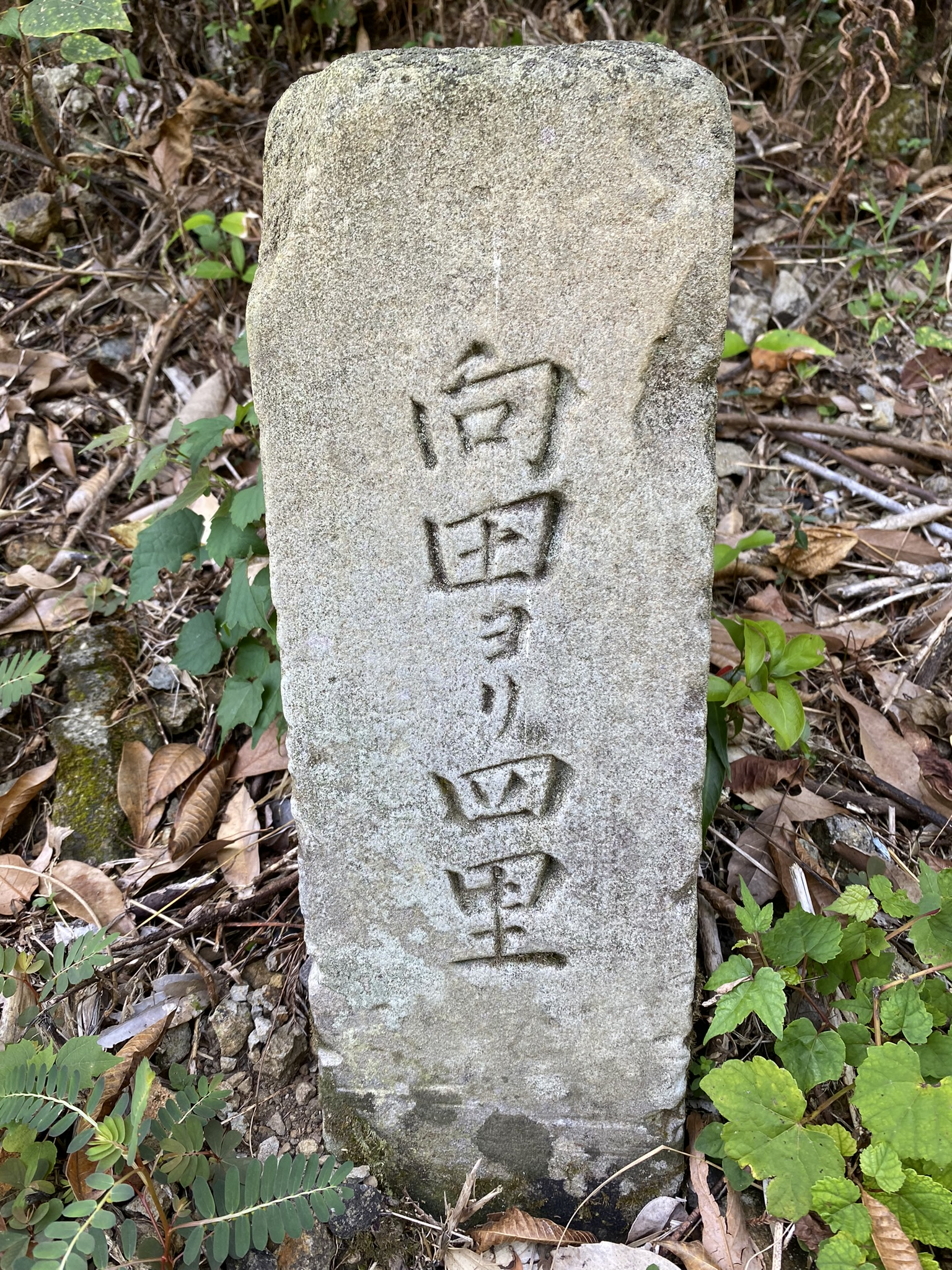
寄田町の四里塚

1890年（明治23年）、国道3号全線開通に伴い、県道川内・串木野線と前向自治会入口の丁字路に「向田ヨリ四里」と彫った石柱が埋設された。道路標識としては最も古いものとなる。
日清戦争後の1900年（明治33年）、ロシアのバルチック艦隊の行動を監視するため、大日本帝国海軍により望楼台（天狗鼻海軍望楼台）が設けられた。
1945年（昭和20）年5月13日、空母ベニントンから飛来したＦ6Ｆ（機体番号72448）が川内川河口に墜落。長崎県大村基地を発進した第343海軍航空隊の市村吾郎中尉操縦の紫電改によって撃墜された。Philip PERABO Jr.海軍中尉が海上に降下、海岸に泳ぎ着いて捕虜となった。
1956年（昭和31年）9月30日には高江村が薩摩郡永利村と共に川内市に編入された。同年の10月19日に鹿児島県公報に掲載された「 市村の廃置分合に伴う大字の廃止及び町の新設」（鹿児島県告示）により9月30日付で旧高江村大字寄田の区域を以て新たに川内市の町「寄田町」が設置された。
2004年（平成16年）10月12日に川内市、東郷町、入来町、祁答院町、樋脇町、下甑村、上甑村、鹿島村、里村が新設合併し薩摩川内市が設置された。この市町村合併に伴い設置された法定合併協議会において川内市の町・字については「現行通りとする。」と協定されたため、名称の変更は行われずに薩摩川内市の町となった。
2011年（平成23年）4月から2017年（平成29年）３月にかけて、旧寄田中学校跡地に九州電力が設置した薩摩川内試験場において、高品質・高信頼度の電力供給が維持できるよう、将来のスマートグリッド構築に向けた技術的な課題解決のため、 太陽光発電設備や蓄電池などの試験設備を用いた実証試験が実施された。
2012年（平成24年）10月より、九州おひさま発電株式会社が運営する寄田発電所が運転を開始した。この発電所は建設敷地面積２万2000平方メートルに京都セラミック製の太陽光パネル4,564枚が設置されている。最大出力は約1.1メガワットで、約300世帯へ供給できる発電能力を備えている。
2017年（平成29年）3月、鹿児島市に本社を置く今別府産業の「川内寄田発電所」が完成、第1・第2・第3発電所が発電を開始した。太陽光パネル総枚数6,000枚、電力容量1644KWのメガソーラーとなる。この後、株式会社バローズによる「ソーラーファーム寄田」も完成する。
2019年（令和元年）9月、日本風力エネルギー株式会社（VenaEnergy）が、寄田町を中心とした薩摩川内市・いちき串木野市において「いちき串木野市及び薩摩川内市における風力発電事業」について発表。最大出力72,000kW程度の風力発電装置20基を建設する計画を公表した。
2023年（令和5年）2月21日、甑島地域ドローン物流コンソーシアム（株式会社プロドローン等で構成）が「甑島地域ドローン物流実証実験」を行った。寄田町の轟川河口から甑島の里港へドローンで医薬品を輸送する実証実験であり、天候は晴れ、離発着地点においてしばしば8m/sの風速を観測する悪環境であったが、離陸重量20kgのドローン2機による片道約26kmのフライトに成功した。

## 人口
以下の表は国勢調査による小地域集計が開始された1995年以降の人口の推移である。
| 年                 | 人口 |
| ------------------ | ---- |
| 1995年（平成7年）  | 500  |
| 2000年（平成12年） | 470  |
| 2005年（平成17年） | 394  |
| 2010年（平成22年） | 355  |
| 2015年（平成27年） | 284  |
| 2020年（令和2年）  | 209  |

## 文化財

### 県指定
- オニバス自生地（記念物（天然記念物））[39]
- 寄田三尺棒踊（無形民俗文化財）[40]

### 市指定
- 天狗鼻海軍望楼台（記念物（史跡））[41]

## 風俗・文化

### 寄田三尺棒踊り

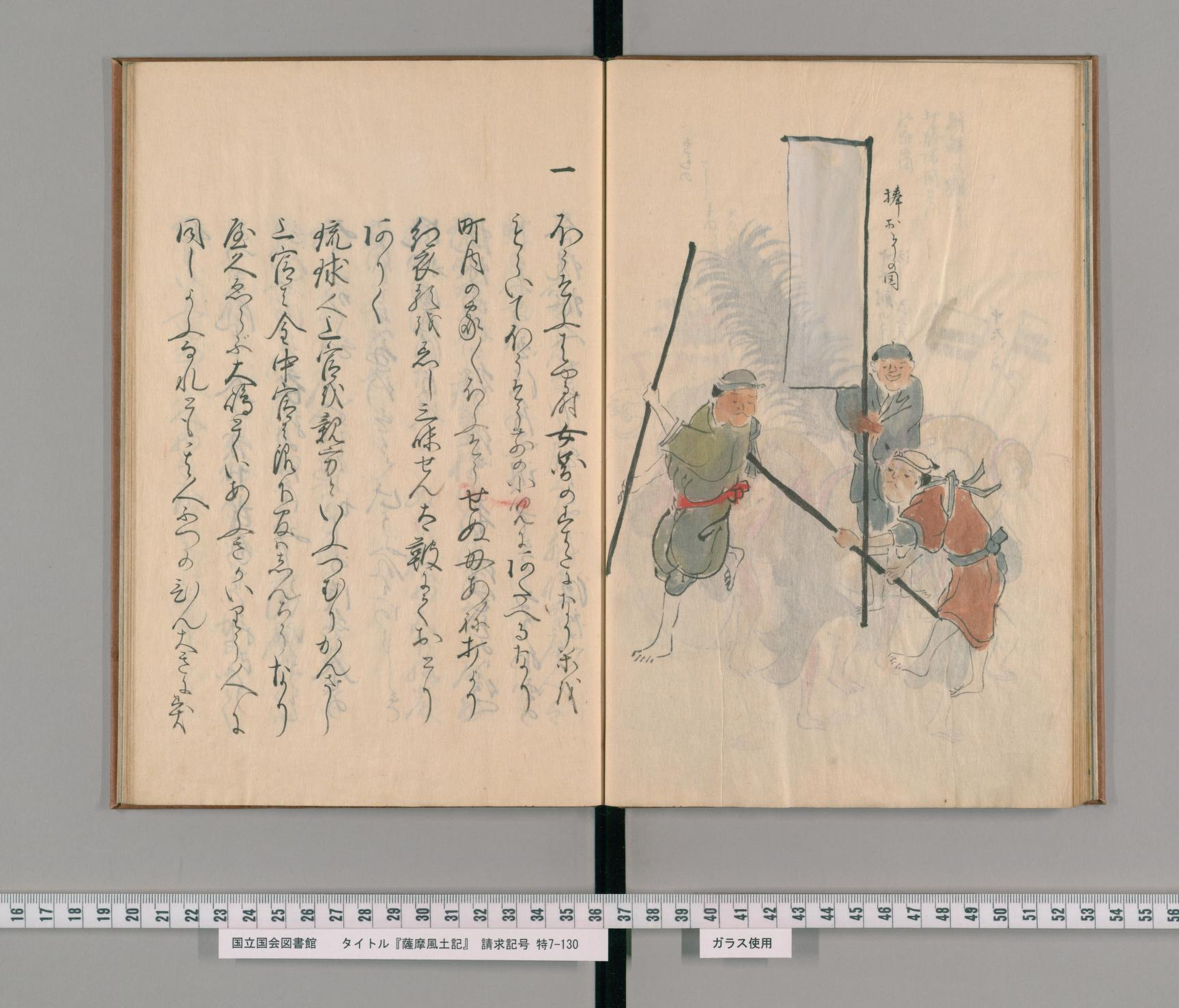
薩摩風土記

毎年6月の第1日曜日に、新田神社の御田植祭において境内で奉納される踊りで、鎌倉時代や戦国時代に始まったとされる。その由来については①農民の自衛のための武術鍛錬②田打ち行事であり、地面をとんとん突く所作から虫追いを示す農耕儀礼といった説が示されている一方で、棒踊りはそもそも田植に関係の深い稲作芸能であり、川内新田神社から隼人町鹿児島神宮をつなぐ線から発展したとの説も示されている。寄田三尺棒踊りは1963年（昭和38年）に県の無形民俗文化財に指定された。
1834年（天保5年）の「薩摩風土記」では、鹿児島城下の5月の行事として田植え踊りと棒踊りが示されており、現在まで南九州各地にヴァリエーション豊かに伝わる踊りであるが、薩摩地域には次のようなパターンがある。
- 6尺棒と6尺棒の切り合い
- 3尺棒と3尺棒の切り合い
- 6尺棒と3尺棒の切り合い

さらにここから派生してカマンテ（鎌と長刀）、平佐（6尺ー6尺 ）、打ち分け（6尺ー3尺）、錫杖踊りなどがある。このほか、サキヤマという削りかけ棒を持って進むものや、カマンテでは鎌とナタで切り合い、魔性のものを切り裂き・手繰り寄せるような動きをするものも見られる。
薩摩地域での道歌は「今こそ参る神にモノメイ」踊り歌は「オセロが山、霧島山」そして「今こそ帰る神にモノメイ」でひくもの、「オセロが山は前は大川（だいかわ）　今こそ参る　神にモノメイ　ヒトモト苗はヨネが八石　とっしゃご（ほうせん花）の花モメバ手に染む　焼ケ野の雉は岡の瀬に住む　山太郎ガネは川の瀬に住む」といったものがあるが、寄田三尺棒踊りにはほぼ歌詞がない。
また、寄田三尺棒踊は、薩摩士踊りの影響も受けている。たとえば中甑の士踊りでは両手を胸におき、左へ右へと向きを変えつつ踏み出し、威張って「サァサァ」と手を振るが、この所作は寄田三尺棒踊りにも見られる。なお、中甑にも棒踊りはあるものの、その歌詞は「ホホヤガレ　オセロが山で　へへへ　前は白河」となっており、また、同じく甑島手打の歌詞は「今こそ通る神にものめい　徳代が寺は牡丹しゃくやく　霧島松は黄金花咲く　七機立てたオサの目の数　後は山、前は大川にそう　後は山、前は海にそう」とする。
このように様々な種類がある棒踊りだが、無形民俗文化財に指定されているものは寄田三尺棒踊りのみとなっている。
宮崎大学の中村周作の1988年の調査によれば、「川内市寄田町瀬戸野の諏訪神社は、寄田全域と羽島地区内の土川、およびいわゆる「タコ」と称される台地上の諸集落 にまで氏子圏が広がっていた。ここで行なわれる「棒踊り」は、露店も多く集まって盛大であり、氏子集落から踊り手が出るだけでなく、羽島地区全域から見物に出かけていた。」とある。なお、諏訪神社では旧暦の8月15日に太鼓踊りも行われていたが、羽島崎神社の祭りが盛んになってからは廃れた。
棒踊りの練習は5月頃から始まる。週に5日、子供たちは晩御飯を食べ終えた19時ころから公民館に集まり、年配者から指導を受ける。寄田小学校の児童が多い頃は小学3年生にならないと踊れないという決まりがあったが、少子化が顕著になると小学一年生から踊り手となるようになった。
踊りは6人がひとつのグループをつくり、以下のように並ぶ。そしてこのグループがあと2つ、計18人で踊るのが正式な形である。加えて、この踊りには歌い手が3人つく。

（上手：歌い手）
　↑
〇〇〇
○○○

この6人は前の3人、後ろの3人と踊りの向きが分かれ、さらに右・中心・左それぞれにも動き方があるので、複雑な舞となる。このため踊り手一人に一人ずつ指導者がつく。
踊りは、最初に歌い手の「ホーセーロー」という前奏から始まる。その間、踊り手たちは猿の声のような「ヒューッ」という高い声を複数回出す。前奏が一分ほどで終わると、踊り手は両手を右肩のあたりから前面に返しながら伸ばす。と同時に、ジャンピングスクワットのような形でひざと腰を落としながら「サー サーサ」と発声する。すぐに立ち上がり、右手の甲を頭の右上で「ホイ」と言いながら返す。このような形で進められていく。
御田植祭の本番は、全員が浴衣の上にたすきがけをし、兵児帯に手ぬぐいを刀の柄代わりにし、そこに木刀を差し込む。
公民館の前で最初の踊りを披露すると、町内各所をマイクロバスに乗って移動する。踊り終わると住民から花代をもらったり、ご馳走をふるまわれる。町内すべてで奉納が終わると、新田神社に移動して奉納する。奉納した後は公民館に戻ってくるので、関係者にとっては一日がかりの祭となる。

### 寄田松之助伝説
寄田氏は串木野以北の地を領し、寄田松之助の代に後醍醐天皇の皇子懐良親王の忠臣として谷山にあった谷山五郎隆俊等と相通じ、一次盛大を極めたが、その後島津氏の圧迫にあい、寄田城において滅亡し、一族の臣下は四散し、隈之城・入来等へ落ちていったとされる。わずかに残った者も士分を奪われた。川内市史には寄田杢助が実在した人物として記載があるが、寄田松之助との関係は定かではない。寄田氏の活躍は1336年から1387年に延時氏の所領になるまでの約51年ではないかとされる。

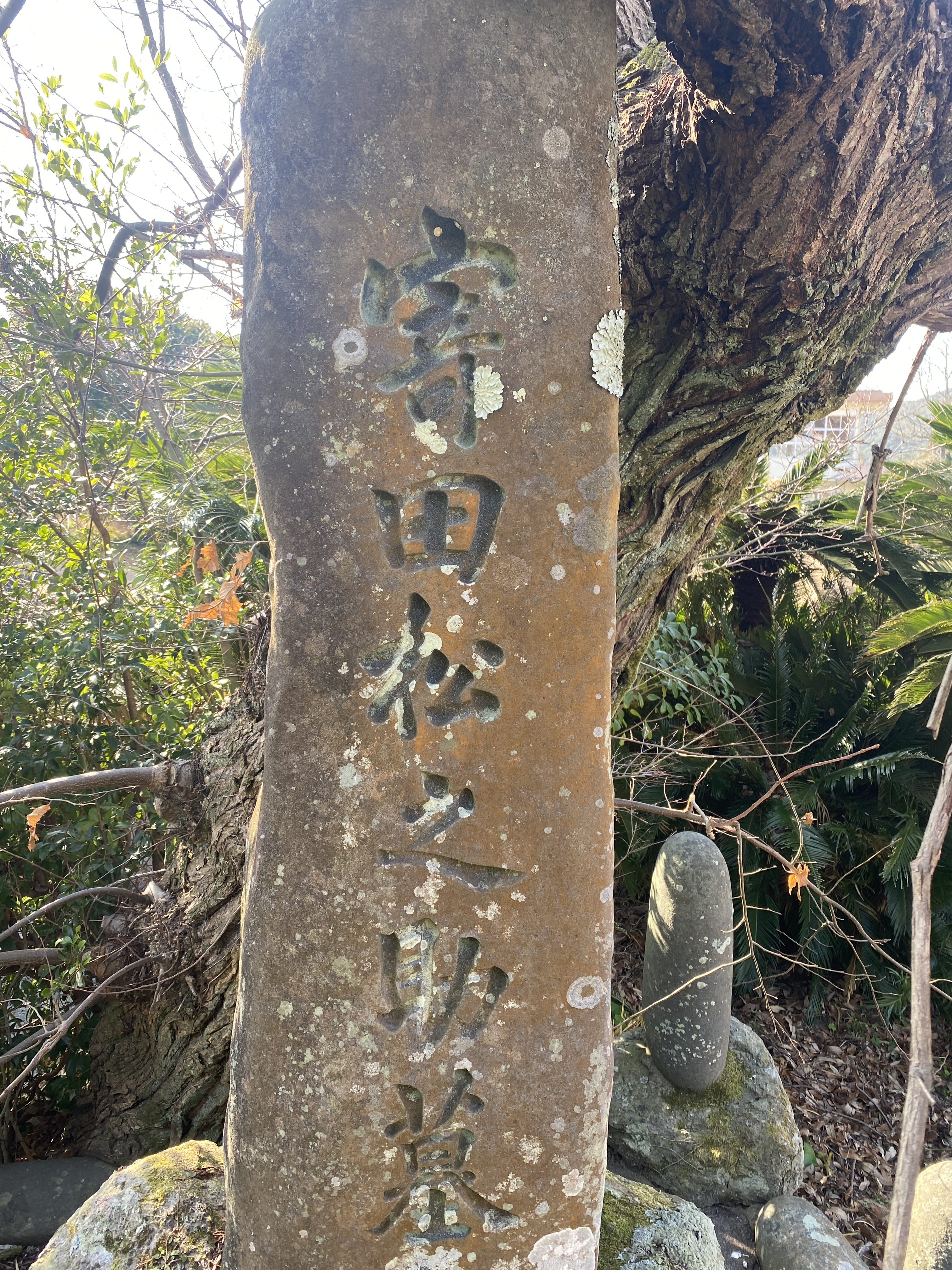
寄田松之助の墓

### 寄田野牧
寄田野牧は高江町・久見崎町にもかかるが、寄田町が広い範囲を占めていたため、この名前が冠された。その範囲は大正２年にまとめられた「鹿児島県畜産史」によれば、倉掛山・松尾山・長尾山・小牟禮山・笠山野・神尾野等の山野の六里二町にわたっていた。毎春、島津藩内でも特に良質の馬が生産されたが、島津以前のいつから野牧があったか等は不明とされる。なお、下野敏見の「南九州の伝統文化」によれば、律令の「厩牧令」により、薩摩国府のあるところには必ず牧が設置されているため、古代に遡る可能性が示唆されている。
郷土史によれば、島津家三牧の一つとして寄田牧は名高く、特に良駒を産したという。その牧場は高江の約半分と串木野市羽島の一部を含み、その面積二千余町歩におよび、その周囲に堀を巡らし、外部と遮断されていたもので、昭和初期ごろまでその堀の跡がはっきりと残されていた。
薩摩藩は軍備及び輸出品として馬を重要視しており、その歴史は島津氏の始祖、忠久が薩摩入国にあたり本田貞親を先遣して出水郡下出水の瀬崎野に牧場を建設したのが始めてである。馬の牧畜は第15代貴久から第21代吉貴の時代に最も盛んとなり、農家一軒につき女馬4～5匹を飼養して繁殖を図り、毎年3000頭あまりを生産し、九州各地に輸出する政策がとられた。このため、薩摩藩内には近代まで20あまりの牧が作られた。
寄田町付近には、市木野牧（いちき串木野市）、寄田野牧、笠山野牧（東郷町）、瀬崎野牧（出水郡長島町）が設置されていた。
牧場の管理には高江村の郷士が当たっており、年一回の駒取の行事の際には高江郷士の剣幕は荒くなり、「馬追の場における喧嘩口論、すべて高江郷士に従うべし」と豪語したという。
駒取りは牧場の東方高江方面より、水引・高城・東郷・隈之城・平佐・永利・樋脇の各郷士が携わり、串木野・市来の郷士が南方、羽島方面より寄田に馬を追い寄せた。その間、馬の逸走を防ぎつつ各郷士ごとに連絡を保つとともに、急速を期すため、郷士の士気の鍛錬となったという。
なお、この放牧場は明治時代まで続いた。このため、町内には馬頭観音社が複数存在する。

### 甑島文化
甑島からの移住者によって、さまざまな文化がもたらされた。年末にトシドンを行う家庭もみられる。

### 葬儀
寄田地区コミュニティーセンターの奥にある山が中心的な墓地となっている。初盆では墓地の敷地の四隅に竹を立て、さらにその上部にも竹で横棒をかけて、その横棒に盆提灯をかける。遺族は8月15日の夏祭りの日に集まり、深更まで故人を偲んで過ごす。

## 米軍捕虜収容
1945（昭和20）年3月頃より、日本本土への米軍機による空襲が活発化するとともに、米軍が予定していたオリンピック作戦の偵察や、北部九州への爆撃における米軍機の通過地点として鹿児島県には多くの航空機が飛来するようになっていた。また、米軍により県本土も多くの空襲が行われ、多くの死傷者を出すこととなった。
一方でこれらの攻撃の際には、日本側の防戦により米軍機が撃墜されることもあった。太平洋戦争末期になると撃墜された連合国兵士が捕虜となった場合、日本軍の裁判を経ることなく処刑されたり、兵士や住民に虐待されることがあった。こうしたことから米軍機のパイロットには、撃墜され不時着する場合は海上を選ぶこと（そうすれば潜水艦が救助してくれる）、陸地に不時着する場合は自活することとされ、パイロットに拳銃が支給されていた。
1945年5月11日、日本軍は菊水6号作戦を発令し、特攻機240機による沖縄特攻を行った。この時、米軍機動部隊主力空母で、マーク・ミッチャー中将が乗艦していた旗艦バンカー・ヒルは大損害を受け、ミッチャー中将の幕僚も13名が戦死した。この報復として、ミッチャー中将は5月13日早朝より艦載機700機による九州および四国にある飛行場の大攻撃を行った。
6時18分、九州飛行場攻撃隊の一つである戦闘飛行隊VF−82は、SB2Cヘルダイバー5機、TBMアベンジャー6機と、その援護と銃撃を兼ねるグラマンF6F戦闘機12機で、空母ベニントンから発艦した。この目標は出水飛行場だった。
基地施設の攻撃が終わると、攻撃隊の指揮官であるエドワード・W・ヘッセル少佐は戦果確認のため写真撮影の2機を残して帰還した。このうちの一機（機体番号72448）に搭乗していたPhilip PERABO Jr.海軍中尉は、長崎県大村基地を発進した第343海軍航空隊の市村悟郎中尉操縦の紫電改によって航空戦の末に川内川河口付近で撃墜された。
このときの状況について中尉は「日本軍機9から12機の中に突っ込んでしまった自分を責めたい」としている。
中尉はパラシュートで脱出後３時間立ち泳ぎをしながら、川内川河口の潮に流されたのち、支給されていたピストルを片手に寄田町コナべの浜に上陸した。そしてそこには、偶然魚釣りに来ていた寄田町の住民6名がいた。
当時の寄田町も戦時下の色濃く、５月は田植えの時期で忙しいのに、毎日のように警鐘が鳴り、警防団から連絡を受けた小組合長（公民会長）はメガホンを持って警戒警報や空襲警報を連呼して回るような状況だった。土川のある夫人はロンドン生まれであったが、憲兵隊や特高警察から外国人扱いされ、色物の寝具の日干しにも注意されるような状況だったという。
そんな5月13日、この頃はアラカブが産卵のために岸に寄ってくる時期であり、磯釣りの好きな住民4名が連れ立って釣りに出かけた。コナべの浜に着くとまもなく、寄田の山手から断崖を越えて、グラマン２機が飛び出して来、さらにそれを日本軍機が追いかけてきた。日本軍の紫電改は1機を撃ち落とすと、さらにもう一機を追いかけたが、間も無く引き返していった。
しばらくすると海から呼子を吹く音が聞こえてきた。離れたところで釣りをしていた先の4名とは別の住民が波間に救命具をつけた人間の姿を認め、潮の満ちによって浜に近づいてくるのがわかった。「搭乗員が落下傘で脱出したのだ」と直感したが、離れたところで釣りをしている他の4名の住人にそれを伝える術がない。しばらくして米兵は浜に上陸した。そのうち他の住民も米兵に気付き、米兵がピストルを持ってあたりをうかがっているのを見て、どうしようかと思ったが、米兵の前に出て行くことにした。
住民がゆっくり歩き出すと、米兵は動かない。この時の状況について「寄田小学校百十年史」の中では「こちらも武器を持っているように見えたのだろう」としているが、Philip PERABO Jr.中尉ものちに「浜で私を迎えたのは日本兵だった」と報告している。
そのうち住民の一人がピストルを下に置くように身振りで伝えると、中尉は素直にそれに従った。弾帯も自ら外した。それらの行動によって、住民たちは「アメリカ兵と戦おう」という気がなくなっていった。しばらく休憩して、住民が中尉に出発しようと促すが、中尉は足の火傷を理由に歩けないと身振りで伝える。そこで住民が中尉を背負って行くこととなった。コナベの浜は近くの県道から山道を歩いて1時間かかる所にある。大男を背負いながら山道を進むうち、敵味方の感情が、遭難者を救助したという気持ちになり、冗談を交えながら進んで、最寄りの県道にまで辿り着いた。そして住民の一人の家が近くにあったため、「アメリカの兵隊に水を持ってきてくれ」と叫んだ。その家の息子は1ヶ月ほど前に戦死したばかりだったが、母親は自分の息子と中尉の姿が重なり、「捕われた敵兵を助けてやりたい」という気持ちが生まれ、米兵に水を差し出した。
その後中尉は警防団に引き渡され、途中で憲兵隊の車に乗せられて鹿屋の第五航空艦隊司令部に送られたのち、大船海軍捕虜収容所に送られた。戦後に連合国による米兵捕虜の状況調査が行われ寄田町の警防団の事情聴取が行われたが、捕虜を丁寧に扱ったとして問題に問われることはなかった。
中尉はその後、大船の収容所で幼馴染のDavid O. “Son” Puckettと奇跡の再会を果たす。そしてこの大船収容所は映画「アンブロークン」のモデルとなったオリンピックランナーのルイ・ザンペリーニが一時滞在していた場所でもあったことが知られているが、中尉は大船収容所の全ての収容者の名簿を作ることとなる。

## 施設

### 公共
- 寄田地区コミュニティセンター[63]

### 郵便局
- 寄田簡易郵便局[64]
1940年（昭和15年）10月15日開設[65]。

### 寺社
- 光照寺（真宗興正派）
- 菅原神社
- 馬頭観世音神社
- 諏訪神社

## 教育

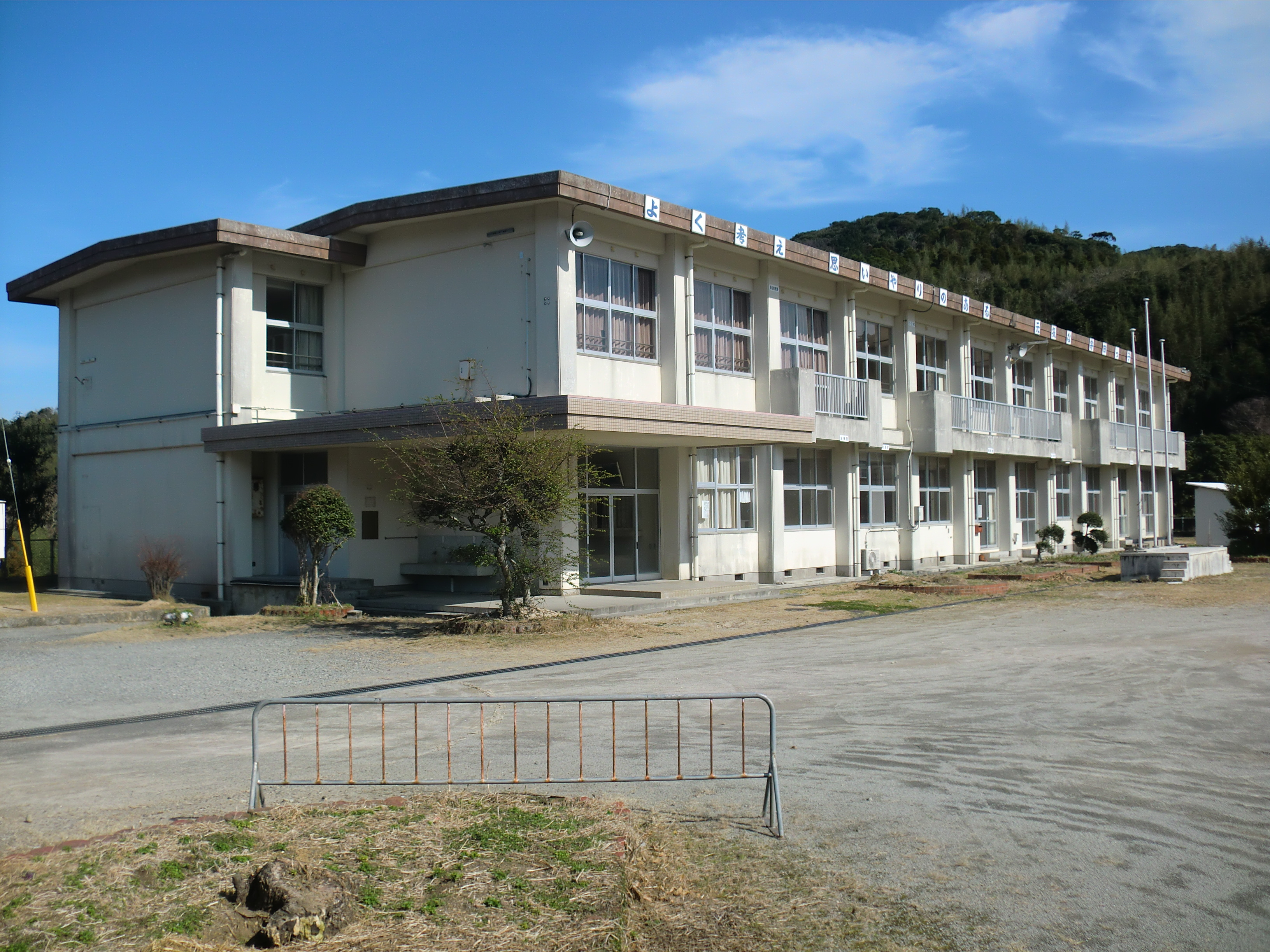
薩摩川内市立寄田小学校跡地

寄田町にはかつて「川内市立寄田幼稚園」、「薩摩川内市立寄田小学校」、「川内市立寄田中学校」が設置されていた。また、寄田町の南部にある土川地区の児童は1950年（昭和25年）には高江村により隣接する串木野市の土川小学校への越境入学が行われており、土川小学校が閉校した2010年（平成22年）まで隣接するいちき串木野市大字羽島の「いちき串木野市立土川小学校」に通った。なお、土川地区の児童は「いちき串木野市立土川小学校」を卒業後は「薩摩川内市立高江中学校」に通った。

### 中学校
川内市立寄田中学校は、1947年（昭和22年）に高江村立高江中学校（のちの薩摩川内市立高江中学校）の寄田分校として設置され、1954年（昭和29年）に寄田中学校として独立した。1983年（昭和58年）に高江中学校に統合され閉校した。

### 小学校
薩摩川内市立寄田小学校は、1880年（明治13年）に寄田小学校として設立され、1885年（明治18年）には簡易小学校となり、1922年（大正11年）には寄田尋常高等小学校となった。2012年（平成24年）3月18日に閉校式が行われ、水引小学校に統合され閉校した。課外活動として、川内市環境課の許可のもとウミガメの卵のふ化、観察、放流活動を行っていた。
小学校の敷地内には、南北朝時代にこの辺り一帯を治めていたとされる寄田松之助の墓（記念碑）がある。これに関して、「川内地方を中心とせる郷土史と伝説」によれば次のような伝説が残されている。
その昔、寄田には寄田殿という殿様がおられたそうだ。その城跡は今小学校になっている。

その城跡が壊されて小学校ができるとき、刀や人の骨がたくさん出たそうだ。その工事のさなかに一夜大風雨が起こり、天地が裂けんばかりに荒れた時、寄田殿は白馬にまたがり、鎧を着て大勢の家来を指揮され怒号しながら寄田の上空を駆け回られたという。その夜は幾百かの馬の蹄の音、風のうなりごえと、それらの間にまじって時々怒号される声やらで実に恐ろしかったそうだ。今小学校には石碑が立っている。
—川内地方を中心とせる郷土史と伝説

### 小・中学校の学区
市立小・中学校に通う場合、学区（校区）は以下の通りとなる。
| 大字   | 番地等 | 小学校                 | 中学校                 |
| ------ | ------ | ---------------------- | ---------------------- |
| 寄田町 | 全域   | 薩摩川内市立水引小学校 | 薩摩川内市立水引中学校 |

## 交通

### 道路
主要地方道
- 鹿児島県道43号川内串木野線

### バス
- 薩摩川内市コミュニティバス高江・土川線[74]
土川東 - 土川 - 土川入口 - 小瀬戸野 - 寄田新田 - 寄田 - 寄田三文字 - 林道入口

### 港湾
- 寄田港（第1種漁港[75]）